# Adam Baldwin
Adam Baldwin (Chicago, 27 de fevereiro de 1962) é um ator e dublador estadunidense. Ele não tem nenhuma relação com os irmãos Baldwin. 
Adam ficou conhecido por seu papel como John Casey, um agente da NSA na série de comédia e espionagem Chuck, e em filmes como Nascido para Matar (1987) Independence Day (1996).

## Filmografia

### Cinema
| Ano  | Título                                | Papel                 |
| ---- | ------------------------------------- | --------------------- |
| 1980 | My Bodyguard                          | Ricky Linderman       |
| 1980 | Ordinary People                       | Stillman              |
| 1983 | D.C. Cab                              | Albert Hockenberry    |
| 1984 | Reckless                              | Randy Daniels         |
| 1986 | 3:15                                  | Jeff Hannah           |
| 1986 | Bad Guys                              | Skip Jackson          |
| 1987 | Full Metal Jacket                     | Sgt. Animal Mother    |
| 1987 | Hadley's Rebellion                    | Bobo McKenzie         |
| 1988 | Cohen and Tate                        | Tate                  |
| 1988 | The Chocolate War                     | Carter                |
| 1989 | Next of Kin                           | Joey Rosselini        |
| 1990 | Predator 2                            | Garber                |
| 1991 | Guilt by Suspicion                    | FBI Agent #1          |
| 1992 | Where the Day Takes You               | Officer Black         |
| 1992 | Radio Flyer                           | The King              |
| 1993 | Cold Sweat                            | Mitch                 |
| 1993 | Eight Hundred Leagues Down the Amazon | Koja                  |
| 1993 | Treacherous                           | Tommy Wright          |
| 1993 | Bitter Harvest                        | Bobby                 |
| 1994 | Wyatt Earp                            | Tom McLaury           |
| 1995 | Digital Man                           | Captain West          |
| 1995 | How to Make an American Quilt         | Finn's Father         |
| 1996 | Independence Day                      | Major Mitchell        |
| 1996 | Lover's Knot                          | John Reed             |
| 1997 | Starquest II                          | Lee                   |
| 2000 | The Patriot                           | Capt. Wilkins         |
| 2000 | The Right Temptation                  | Captain Wagner        |
| 2001 | Pursuit of Happiness                  | Chad Harmon           |
| 2001 | Above & Beyond                        | Peter Clerkin         |
| 2001 | Jackpot                               | Mel James             |
| 2001 | Farewell, My Love                     | Jimmy, the Bartender  |
| 2001 | Double Bang                           | Vinnie Krailes        |
| 2002 | The Keyman                            | Chris Myers/Keyman    |
| 2003 | Betrayal                              | Det. Mark Winston     |
| 2004 | The Freediver                         | Dr. Viades            |
| 2004 | Evil Eyes                             | Jeff Stenn            |
| 2005 | Serenity                              | Jayne Cobb            |
| 2006 | The Thirst                            | Lenny                 |
| 2008 | Drillbit Taylor                       | Disgruntled Bodyguard |
| 2009 | Little Fish, Strange Pond             | Tommy                 |
| 2010 | The Assignment                        | Mr. Clements          |
| 2010 | War of the Worlds: Goliath            | Wilson                |
| 2021 | American Underdog                     | Treinador Allen       |

### Telefilmes
| Ano  | Título                  | Papel                 |
| ---- | ----------------------- | --------------------- |
| 1984 | Pigs vs. Freaks         | Mickey South          |
| 1985 | Poison Ivy              | Ike Dimmick           |
| 1986 | Welcome Home, Bobby     | Cleary                |
| 1991 | Murder in High Places   |                       |
| 1992 | Deadbolt                | Alec Danz             |
| 1992 | Cruel Doubt             | Det. John Taylor      |
| 1993 | The Last Shot           | Mark Tullis Jr.       |
| 1994 | Blind Justice           | Sgt. Hastings         |
| 1995 | Trade-Off               | Thomas Hughes         |
| 1995 | Sawbones                | Burt Miller           |
| 1995 | Shadow-Ops              | Dalt                  |
| 1996 | Smoke Jumpers           | Don Mackey            |
| 1998 | Gargantua               | Jack Ellway           |
| 1998 | Indiscreet              | Jeremy Butler         |
| 1999 | Dr. Jekyll and Mr. Hyde | Dr. Jekyll / Mr. Hyde |
| 2003 | Control Factor          | Lance Bishop          |
| 2003 | Monster Makers          | Jay Forrest           |
| 2007 | Sands of Oblivion       | Jesse Carter          |

### Séries
| Ano       | Título                     | Papel                        | Notas |
| --------- | -------------------------- | ---------------------------- | --- |
| 1985      | NBC Special Treat          | Otto Frommer                 | Episode: "Out of Time" |
| 1995      | Fallen Angels              | Ralph                        | Episódio: "Good Housekeeping" |
| 1995      | VR.5                       | Scott Cooper                 | |
| 1996-1997 | The Cape                   | Col. Jack Riles              | |
| 1997      | The Visitor (1997)         | Michael O'Ryan               | |
| 1998      | From the Earth to the Moon | Fred Haise                   | |
| 1998      | The Outer Limits           | Major James Bowen            | |
| 2000      | Recess                     | B.O.E. Agente # 2 (voz)      | Episódio: "Todos os Homens do Principal" |
| 2000–2005 | Jackie Chan Adventures     | Finn                         | |
| 2001      | The Zeta Project           | Swen (voz)                   | |
| 2001      | Men in Black: The Series   | Agent X                      | |
| 2001-2002 | The X-Files                | Knowle Rohrer                | Episodes: "Per Manum" (2001) "Three Words" (2001) "Existence" (2001) "Nothing Important Happened Today II" (2001) "The Truth: Parts 1 & 2" (2002) |
| 2002-2003 | Firefly                    | Jayne Cobb                   | |
| 2003      | CSI: Miami                 | De Soto, Radiation Man #1    | |
| 2004      | Stargate SG-1              | Colonel Dave Dixon           | |
| 2004      | JAG                        | Cmdr. Michael Rainer         | |
| 2004      | NCIS                       | Cmdr. Michael Rainer         | |
| 2004      | Angel                      | Marcus Hamilton              | |
| 2005      | Justice League             | Vários                       | |
| 2005      | The Inside                 | Agente especial Danny Love   | |
| 2006      | Talk to Me                 |                              | |
| 2006      | Bones                      | Agente especial Jamie Kenton | Episódio: "Dois Corpos no Laboratório" |
| 2006      | Invader Zim                | Vários                       | |
| 2006-2007 | Day Break                  | Chad Shelten                 | |
| 2007-2012 | Chuck                      | Coronel John Casey           | |
| 2008      | CSI: NY                    | Agente DHS Brett Dunbar      | Episódio: "Refém" |
| 2012-2015 | Castle                     | Detetive Ethan Slaughter     | 2 episódios: "Headhunter", "Cool Boys" |
| 2014-2018 | The Last Ship              | Mike Slattery                | |

### Vídeos
| Ano  | Título                     | Papel                       |
| ---- | -------------------------- | --------------------------- |
| 2002 | Hyper Sonic                | Christopher Bannon          |
| 2003 | Gacy                       | John Gacy, Sr.              |
| 2005 | Molly & Roni's Dance Party | School Principal            |
| 2007 | Superman: Doomsday         | Clark Kent / Superman (voz) |